# Regno del Montenegro (1941-1944)
Il Regno del Montenegro conosciuto anche come Stato Indipendente del Montenegro fu uno Stato fantoccio del Regno d'Italia dal 1941 al 1943, parte del progetto fascista della cosiddetta "Grande Italia", e poi un territorio occupato dalla Germania nazista dal 1943 al 1944.

## Storia
A seguito dell'invasione della Jugoslavia da parte della Germania e dell'Italia del 6 aprile del 1941, e della conseguente resa dell'Armata Reale Jugoslava del 17 aprile del 1941, Sekula Drljević, il leader dei federalisti montenegrini nel Regno di Jugoslavia, formò il Comitato Amministrativo Provvisorio del Montenegro, che collaborò con il governo fascista italiano. Il comitato fu sciolto il 5 maggio del 1941 e si formò un Consiglio Montenegrino per sovraintendere all'occupazione italiana. Nel frattempo l'Italia aveva creato il Governatorato del Montenegro, governatore Serafino Mazzolini.
Il governo fascista italiano era incerto se ricostituire uno Stato montenegrino o se ricomprendere il Montenegro nel progetto della Grande Italia, che doveva inglobare l'Adriatico fino alle coste dell'Albania. Prevalse l'idea di ricostituire il Regno del Montenegro non con un sovrano montenegrino ma in unione personale col regno d'Italia, soluzione già adottata per l'Albania.
Vittorio Emanuele III, forse per l'influenza della moglie, la regina Elena del Montenegro, figlia del re Nicola I del Montenegro, sostenne la creazione del Regno indipendente del Montenegro (e in tal senso convinse Mussolini) contro il parere dei seguaci croati di Ante Pavelić e degli albanesi, che avrebbero voluto dividere il Montenegro tra i rispettivi Stati. Il Regno fu comunque posto sotto il controllo del governo fascista e Krsto Zrnov Popović ritornò in patria dal suo esilio a Roma nel tentativo di guidare gli Zelenaši nella ricostituzione di una monarchia indipendente.
Sotto pressioni della regina Elena la corona fu offerta a suo nipote  Michele, ma costui rifiutò la corona, dichiarando agli emissari italiani (guidati dal console Serra di Cassano) di ritenere che, alla fine, la guerra sarebbe stata perduta dall'Italia. Nel dopoguerra Michele dichiarò di considerare il Montenegro una regione della Serbia e non una nazione separata, avendo per questo giurato a suo tempo fedeltà al defunto re Alessandro I di Jugoslavia; affermò anche che lo aveva spinto al rifiuto la lealtà verso il cugino Pietro II. Vennero contattati allora i principi Roman e Nicola Romanoff, rispettivamente figlio e nipote di Milica Petrović Romanoff, sorella della regina Elena, ma anch'essi rifiutarono la Corona. Fu avanzata allora la candidatura della regina d'Italia Elena, gradita al ministro degli Esteri Galeazzo Ciano e sostenuta dalla popolazione montenegrina presso la quale Elena era popolare, ma Elena non accettò, forse perché aliena dalla politica.
Il 12 luglio 1941 si riunì solennemente a Cettigne l'Assemblea nazionale costituente, presieduta da Sekula Drljević, che proclamò l'indipendenza e la ricostituzione del Regno del Montenegro. In assenza di un sovrano, l'Assemblea creava una Reggenza e demandava a Vittorio Emanuele III la nomina del reggente.
Il giorno successivo, però, parte della popolazione insorgeva cogliendo di sorpresa le truppe italiane di occupazione e impadronendosi di tutto il territorio centrosettentrionale, tranne le città di Podgorizza e di Cettigne. Dopo scontri sanguinosi e a volte efferati fra ribelli e truppe italiane, il governo italiano riprese il controllo della situazione e costituì un Governatorato militare, con a capo Alessandro Pirzio Biroli; la proclamazione d'indipendenza non venne revocata, ma ogni decisione dell'Assemblea Costituente fu sospesa. Il Montenegro rimase in una situazione giuridica assai incerta: il Governatore militare emanò varie leggi e furono anche stampati dei francobolli montenegrini, mentre come moneta si continuò ad usare quella italiana.
Grazie all'azione decisa di Biroli fino all'inizio del 1942 praticamente non vi fu guerriglia nel Montenegro. Lungo la costa i cetnici ottennero il totale appoggio dei civili (in parte anche albanesi) e la situazione rimase tranquilla fino all'estate del 1943.
Nell'autunno 1941 Biroli iniziò la costruzione di ospedali, fognature e strade a Cettigne e sulla costa montenegrina, nel tentativo (riuscito nei primi mesi) di normalizzare la vita nel Regno.
Nell'estate 1942 il paese fu investito dallo scoppio della guerra civile, quando i partigiani jugoslavi e i Cetnici iniziarono a combattere contro i separatisti montenegrini e le forze dell'Asse. Con il passar del tempo il conflitto in Montenegro divenne estremamente caotico e feroce, anche perché il continuo farsi e disfarsi di alleanze tra le diverse fazioni in guerra; in questo quadro nel paese fu attivo anche il secondo corpo di volontari serbi.

## La crisi del 1943
I confini nazionali esistevano solo sulla carta all'inizio del 1943. In particolare dopo la fine della primavera del 1942, gran parte della regione del Sangiaccato, inclusa "nominalmente" nello stato del Montenegro, di fatto non era quasi controllata dalle truppe italiane.
Inoltre, l'area delle Bocche di Cattaro costituiva fin dalla primavera 1941 una provincia dalmata del Regno d'Italia (detta Provincia di Cattaro, facente parte del Governatorato di Dalmazia); la zona rimase sotto amministrazione italiana fino al settembre del 1943, quando fu occupata dalla Germania nazista. Nell'ottobre dello stesso anno Drljević fu esiliato dal Montenegro.
Nel 1944, nello Stato Indipendente di Croazia, Drljević costituì il Consiglio di Stato del Montenegro, che avrebbe dovuto agire come governo in esilio. In seguito Ante Pavelić e Drljević crearono l'Armata Popolare del Montenegro, distinta dalle forze cetniche di Pavle Đurišić.
Nel frattempo, il 21 luglio 1943, Pirzio Biroli era stato sostituito dal generale Curio Barbasetti, conte di Prun. Il successivo 8 settembre, con l'armistizio fra l'Italia e gli Alleati, le truppe italiane si sbandarono, in parte cercando di rientrare in Italia, in parte perché fatte prigioniere dei tedeschi o passate al fianco della resistenza montenegrina.
Dopo la partenza del governatore italiano, il Montenegro rimase sotto il diretto controllo delle truppe tedesche, mentre una terribile e sanguinaria guerriglia interessava tutta la regione. Nominalmente il Regno del Montenegro continuò ad esistere anche nel 1944, ma in pratica tutto era controllato dalla Germania nazista.
È a questo periodo di occupazione nazista che risalgono le uccisioni operate dalle truppe naziste di decine di migliaia di civili. Nel dicembre del 1944 le truppe tedesche si ritirarono dal Montenegro e i partigiani di Tito assunsero il controllo, ponendo fine all'esistenza del Regno del Montenegro, divenuto Repubblica socialista.

## Governatori
| Nominativi Governatori            | Inizio incarico   | Fine incarico     |
| Mihajlo Ivanović (nominale)       | 17 maggio 1941    | 23 luglio 1941    |
| Conte Serafino Mazzolini          | 19 aprile 1941    | 23 luglio 1941    |
| Principe Alessandro Pirzio Biroli | 23 luglio 1941    | 13 luglio 1943    |
| Conte Curio Barbasetti di Prun    | 13 luglio 1943    | 10 settembre 1943 |
| Theodor Geib                      | 10 settembre 1943 | 1º giugno 1944    |
| Wilhelm Keiper                    | 1º giugno 1944    | 15 dicembre 1944  |

## Comandanti militari
Durante l'amministrazione italiana del Montenegro, le forze armate d'occupazione erano le seguenti:
| Comando Truppe Montenegro: | XIV Corpo d'Armata al comando del Generale Luigi Mentasti |

| Unità militare                     | Comandante                   |
| 1ª Divisione alpina "Taurinense":  | Generale Lorenzo Vivalda     |
| 151ª Divisione fanteria "Perugia": | Generale Riccardo Pentimalli |